# Las Flores, Ixhuatlán de Madero
Las Flores är en ort i Mexiko.   Den ligger i kommunen Ixhuatlán de Madero och delstaten Veracruz, i den sydöstra delen av landet, 180 km nordost om huvudstaden Mexico City. Las Flores ligger 213 meter över havet och antalet invånare är 283.
Terrängen runt Las Flores är lite kuperad. Runt Las Flores är det ganska tätbefolkat, med 96 invånare per kvadratkilometer. Närmaste större samhälle är Tlachichilco, 17,9 km väster om Las Flores. Omgivningarna runt Las Flores är en mosaik av jordbruksmark och naturlig växtlighet.